# Iwan Seheniewicz
Iwan Seheniewicz – wójt bielski w 1524 roku.